# Pedro Lourenço (empresário)
Pedro Lourenço de Oliveira (Paineiras, 15 de outubro de 1955) é um empresário brasileiro, fundador da rede Supermercados BH e proprietário do Cruzeiro Esporte Clube. 

## Biografia

### Início
Nascido em Paineiras, cidade localizada a 250 quilômetros de distância de Belo Horizonte, Pedrinho teve pais lavradores e estudou até o 8º ano do ensino fundamental. Com 18 anos decidiu ir para Belo Horizonte trabalhar, onde conseguiu seu primeiro emprego em um supermercado.
Encarregado inicialmente por cuidar do estoque, o jovem foi crescendo dentro da companhia, passando por funções como carregador, repositor, vendedor. Em poucos anos já havia se tornado supervisor de vendas de um atacadista da região.
Com algumas economias no banco, Pedro decidiu abrir seu próprio negócio e fundou, em 1996, a mercearia BH, que viria a se tornar a rede de supermercados BH, com mais de 300 unidades abertas.
Para conquistar esse sucesso, o empresário precisou vender, em 2004, 40% de sua operação para arrecadar dinheiro e continuar comprando unidades de supermercados que não tinham sucesso, fazendo o seu negócio crescer cada vez mais. Sua estratégia foi focar na periferia de Belo Horizonte e em cidades pequenas da região, que eram carentes de supermercados. Hoje, a BH fatura mais de R$ 17 bilhões anualmente e é a quinta maior rede de supermercados do Brasil.
Atualmente, a fortuna de Pedro Lourenço é estimada em cerca de 7,5 bilhões de reais.
Em fevereiro de 2025, comprou a rede Bretas e a rede Canguru.

### Futebol
Torcedor fanático do Cruzeiro, Pedrinho tem relação antiga com investimentos no clube, começando a atuar ativamente nos bastidores a partir de 2019, ele inclusive fez parte do conselho do clube.
Através de Pedrinho, o Supermercados BH foi patrocinador da Raposa em várias posições no uniforme desde 2015 em diante, virando máster em 2020, após a queda para a Série B e a chegada de Ronaldo Fenômeno à SAF. Lourenço ajudou o Cruzeiro financeiramente em crises anteriores, incluindo o pagamento de salários atrasados, e já havia investido R$ 100 milhões na SAF por meio de debêntures conversíveis. Pedrinho participou da aquisição de vários jogadores através de seus recursos financeiros e também realizou empréstimos ao Cruzeiro. Mais recentemente, também financiou com R$ 6 milhões a reforma e modernização da Toca da Raposa II, que, após ser reinaugurada, passou a se chamar CT Pedro Lourenço.
A influência de Pedrinho foi crescendo nos bastidores do Cruzeiro cada vez mais, oque concretizou, em abril de 2024, na compra de 90% da SAF do clube, junto à Ronaldo Fenômeno, que geria a instituição desde 2022. Pedrinho adquiriu o clube ao desembolsar cerca de R$ 600 milhões.
O início de sua gestão à frente do Cruzeiro tem sido marcada por algumas polêmicas e críticas. Pedrinho frequentemente expressa suas opiniões de forma pública, o que tem gerado desconforto nos bastidores do clube. Em uma entrevista recente, ele criticou abertamente as contratações feitas pelo diretor de futebol Alexandre Mattos, afirmando que "erramos muito nas contratações" e que "trouxemos jogadores que não deveriam ter sido contratados".
Além disso, na metade da temporada de 2024, um áudio atribuído a ele acabou vindo a público, no qual ele cobrava do então técnico Fernando Seabra a escalação imediata de novos reforços, sugerindo interferência direta nas decisões técnicas da equipe.
 

Apesar de ser um torcedor fanático, com capacidade para alavancar o clube com seus investimentos, esses episódios levantam debates sobre a necessidade de uma gestão mais profissional e menos impulsiva no futebol, destacando os desafios enfrentados por empresários ao transitar do mundo corporativo para o esportivo.